# Cities On Line
Cities On Line è  stata una azienda italiana che ha operato nel settore delle telecomunicazioni come Internet service provider.

## Storia
L'azienda nasce nel marzo 1995 con il nome di Catania On Line Srl con l'obiettivo di diventare il provider di riferimento nella città etnea, all'epoca in pieno fermento per l'affermarsi del polo tecnologico noto come Etna Valley. La rapida crescita porta l'azienda ad espandersi in varie città della Sicilia orientale con la formula del franchising. Questo fattore, oltre la volontà di superare la condizione originaria di operatore locale, porta alla decisione di cambiare nome in Cities On Line. In questo periodo di grande espansione il provider si segnala per alcune iniziative innovative e, per certi versi, pionieristiche nel panorama italiano. Suo è il primo telegiornale in streaming dal vivo per conto dell'emittente regionale Telecolor. Nel 1998 è il primo Internet service provider d'Europa a raggiungere la certificazione di qualità ISO 9001.
Affascinato dall'esplosione che l'economia delle dot-com vive a cavallo del passaggio al nuovo millennio, il management societario da un lato investe in ricerca e sviluppo, in particolare sulla nascente tecnologia VoIP patrocinata dal colosso del networking Cisco Systems, dall'altro comincia a lavorare per quotare l'azienda in Borsa nell'allora nascente indice del Nuovo Mercato telematico (il Numtel, poi diventato All Stars). In tale ottica la società viene trasformata in Società per Azioni, vengono aperte prestigiose sedi a Roma e Milano, viene sottoscritta l'adesione all'AIIP e al MIX di Milano.
Sotto l'aspetto strategico viene siglato un accordo con due top player della net economy mondiale, quali la già citata Cisco e Hewlett-Packard, con il contributo dei quali costruisce un network nazionale che fornisce Internet e servizi innovativi in tutta Italia.
In anticipo su eBay, che sbarcherà in Italia solo due anni dopo, alla fine del 1999 viene lanciato il FreeCommerce, una piattaforma web che permette a chiunque di aprire un negozio virtuale su Internet, senza costi. All'inizio del 2000 Cities On Line è il primo operatore italiano che commercializza servizi VoIP con carta prepagata.
L'obiettivo più ambizioso comunque è quello di creare una rete in fibra ottica che copre la Sicilia e che si raccorda a Roma alle altre grandi reti in fibra nazionali e paneuropee. A tale scopo viene creato un dipartimento finalizzato a sviluppare il progetto, il quale firma un accordo con Alcatel e il consorzio ANAS. I lavori di scavo e posa cominceranno già nel settembre 2000.
Con questi presupposti l'azienda inizia il percorso di quotazione affidando le sorti del «fenomeno Cities on line» al promotore Euromobiliare SIM del gruppo CREDEM. È il periodo nel quale in Italia si registrano le quotazioni miliardarie di Tiscali ed e.Biscom (che nel 2004 diventerà Fastweb), e altre mirabolanti collocazioni di aziende informatiche quali Finmatica. Lo sforzo economico e manageriale per affrontare le molte sfide ambiziose espone notevolmente l'azienda, che vede legare le sue sorti all'esito della collocazione in Borsa, fissata per la fine dell'anno 2000. 
Lo scoppio della bolla speculativa della New Economy, però rinvia una prima volta la quotazione al maggio successivo, e poi obbliga al definitivo accantonamento.
Le difficoltà dell'azienda costringono subito ad una serie di ridimensionamenti che causano forti disservizi all'utenza. L'affermarsi del "free internet" dial-up, introdotto da Tiscali e presto seguito da Infostrada con Libero, indebolisce ulteriormente la società che gradualmente perde la presa sul mercato. Da lì a poco si spegnerà progressivamente per essere smembrata e liquidata nel 2002.
Dall'esperienza di Cities On Line è nato il provider T.net che ne ha rilevato alcuni asset.
T.net è attualmente in liquidazione giudiziale dichiarata il 05/04/2024.

## Primati
- Primo TG in Italia su Internet in tempo reale (Telecolor, 1996)
- Primo Internet service provider d'Europa ad avere la certificazione di qualità UNI EN ISO 9001 (1998)
- Prima certificazione SSL per l'eCommerce in Europa (1999)
- Primo operatore italiano autorizzato dal Ministero delle Comunicazioni a fornire il servizio di telefonia VoIP (1999)
- Primo operatore italiano a commercializzare il servizio VoIP (marzo 2000)